# Kde domov můj?
Kde domov můj? (« Où est ma patrie ? ») est l'hymne national de la Tchéquie depuis la séparation de la Tchécoslovaquie en 1993. 
À l'époque de la Tchécoslovaquie, ce chant formait la première partie de l'hymne national adopté en 1918, l'hymne slovaque Nad Tatrou sa blýska formant la seconde.
Cet hymne provient de la comédie Fidlovačka aneb žádný hněv a žádná rvačka, écrite par le compositeur František Škroup et le dramaturge Josef Kajetán Tyl, jouée pour la première fois au théâtre des États de Prague le 21 décembre 1834.

## Paroles
Les paroles ont été écrites par Josef Kajetán Tyl en 1834. Les versions allemande et hongroise étaient utilisées lorsque la République tchèque (alors la Tchécoslovaquie) faisait partie de l'empire austro-hongrois.

### Paroles originales
Selon la loi, seul le premier couplet constitue l'hymne national actuel.
| Tchèque, | Transcription API |
| --- | --- |
| Kde domov můj, kde domov můj. Voda hučí po lučinách, bory šumí po skalinách, v sadě skví se jara květ, zemský ráj to na pohled! A to je ta krásná země, 𝄆 země česká, domov můj! 𝄇 Kde domov můj, kde domov můj. V kraji znáš-li Bohu milém, duše útlé v těle čilém, mysl jasnou, vznik a zdar, a tu sílu vzdoru zmar? To je Čechů slavné plémě, 𝄆 mezi Čechy domov můj! 𝄇 | [ɡdɛ ˈdo.mof muːj ǀ ɡdɛ ˈdo.mof muːj ǀ] [ˈvo.da ˈɦu.t͡ʃiː po ˈlu.t͡ʃɪ.naːx ǀ] [ˈbo.rɪ ˈʃu.miː po ˈska.lɪ.naːx ǀ] [ˈf‿sa.ɟɛ skviː sɛ ˈja.ra kvjɛt ǀ] [ˈzɛm.skiː raːj to na ˈpoɦ.lɛt ǁ] [a to jɛ ta ˈkraːs.naː ˈzɛm.ɲɛ ǀ] 𝄆 [ˈzɛm.ɲɛ ˈt͡ʃɛs.kaː ˈdo.mof muːj ǁ] 𝄇 [ɡdɛ ˈdo.mof muːj ǀ ɡdɛ ˈdo.mof muːj ǀ] [ˈf‿kra.jɪ ˈznaːʃ.lɪ ˈbo.ɦu.mɪ.lɛːm] [ˈdu.ʃɛ ˈuːt.lɛː ˈf‿cɛ.lɛ ˈt͡ʃɪ.lɛːm ǀ] [ˈmɪs.l̩ ˈjas.nou̯ vznɪk a zdar] [a tu ˈsiː.lu vzdo.ru zmar ǀ] [to jɛ ˈt͡ʃɛ.xuː ˈslav.nɛː ˈplɛːm.ɲɛ] 𝄆 [ˈmɛ.zɪ ˈt͡ʃɛ.xɪ ˈdo.mof muːj ǁ] 𝄇 |

#### Traduction française
Où est ma patrie ? Où est ma patrie ?

L'eau ruisselle dans les prés

Les pins murmurent sur les rochers

Le verger luit de la fleur du printemps

Un paradis terrestre en vue !

Et c'est ça, un si beau pays,

𝄆 Cette terre tchèque, ma patrie ! 𝄇

Où est ma patrie ? Où est ma patrie ?

Où Dieu s'était adressé à l'homme :

Sois doux, mais jamais brisé,

Toujours joyeux, prometteur, fort,

Contrecarrant courageusement tout mal :

Voilà la terre de l'honneur viril,

𝄆 Ô Tchéquie, ma patrie ! 𝄇

### Version allemande par Karl Wenzel Ernst
Wo ist mein Heim, mein Vaterland,
Wo durch Wiesen Bäche brausen,
Wo auf Felsen Wälder sausen,
Wo ein Eden uns entzückt,
Wenn der Lenz die Fluren schmückt:
Dieses Land, so schön vor allen,
𝄆 Böhmen ist mein Heimatland. 𝄇

### Version hongroise
Hol van honom, hol a hazám,
Hol patak zúg a hegyháton,
Csörgedez a rónaságon.
Üde virág a kertben,
Mint egy földi édenben.
Ez az istenáldotta föld,
𝄆 Csehszlovák föld a hazám. 𝄇

### Paroles de l'époque tchécoslovaque
La première strophe, avec celle de l'hymne slovaque Nad Tatrou sa blýska, est devenue l'hymne national de la Tchécoslovaquie de 1918 à 1992.
Kde domov můj, kde domov můj.
Voda hučí po lučinách,
bory šumí po skalinách.
V sadě stkví se jara květ
zemský ráj to na pohled!
A to jest ta krásná země
𝄆 Země česká domov můj! 𝄇
𝄆 Nad Tatrou sa blýska, hromy divo bijú 𝄇
𝄆 Zastavme ich, bratia, veď sa ony stratia,
Slováci ožijú. 𝄇,